# سیم‌سیتی کریتور
سیم‌سیتی کریتور (به انگلیسی: SimCity Creator) یک بازی ویدئویی منتشر شده توسط شرکت الکترونیک آرتز است. این بازی در تاریخ ۱۹ سپتامبر ۲۰۰۸ عرضه شده و سازنده آن هودسون سافت است.